# Vivstavarvs kapell
Vivstavarvs kapell eller Varfskapellet är ett kapell i Timrå (Vivsta). Kapellet tillhör Timrå församling i Härnösands stift.

## Kapellet
Kapellet uppfördes 1891 i nyromansk stil efter ritningar av arkitekt Andreas Bugge. Ursprungligen var byggnaden ett spruthus för Vivstavarvs bruk. 1959 lät disponenten Wilhelm Lilliestråle bygga om spruthuset till kapell och 1983 övertogs kapellet av Timrå församling. Byggnaden är uppförd av rött tegel och liknar en riddarborg. Planformen är korsformad och vid sydvästra sidan finns ett rundtorn där ingången är belägen. Väggarna genombryts av rundbågiga fönster och dörrar.

## Inventarier
- Ett votivskepp utfört av August Kjellén föreställer barkskeppet Eulalia som byggdes 1863 på Vivstavarv.
- Dopfunten har en skål tillverkad av konstnären Harry Ekelund, Kvissleby. Foten har tagits från en 20 meter lång fura från 1700-talet.

### Webbkällor
- byggnadspresentation